# Таврийский сельский совет (Голопристанский район)
Таврийский сельский совет (укр. Таврійська сільська рада) — входит в состав
Голопристаньского района
Херсонской области
Украины.
Административный центр сельского совета находится в селе Таврийское
.

## Населённые пункты совета
- с. Таврийское
- с. Великий Клин